# Sense fil

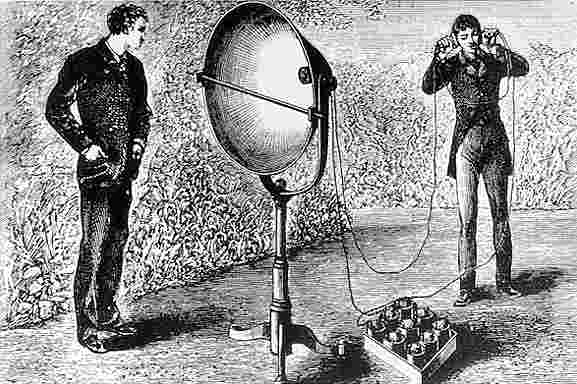
Il·lustració del receptor del fotòfon

Sense fil és la tecnologia que permet la comunicació entre dispositius electrònics sense cables mitjançant l'espectre radioelèctric o els infraroigs. Els aparells tenen emissors i receptors per a comunicar. L'absència de cables augmenta la usabilitat i ajuda a minvar el caos, el distorb i el cost provocat per la multitud de connectors incompatibles. Té un interès especial a la informàtica de butxaca o els sistema de pagament sense contacte.
El poder prescindir del cablejat mitjançant l'ús d'una nova tecnologia sense fils, la ràdio, va aparèixer a finals de la dècada de 1890, i el 1897 l'enginyer britànic Ernest Wilson i C. J. Evans van patentar un torpede radiocontrolat o van demostrar vaixells radiocontrolats al riu Tàmesi (segons les versions).
Com que els aparells portàtils són cada cop de mides més reduïdes, i les necessitats de connexió entre ells augmenten, aquesta tecnologia es consolida dia a dia. Per això .
Hi ha diferents tecnologies sense fil:
- Wi-Fi - Xarxa de distància mitjana ideada per a substituir els fils d'una xarxa local (LAN).
- Bluetooth - Xarxa de poca distància i baix consum de potència ideada per eliminar els cables dels perifèrics com ara auriculars, impressores, teclats; molt utilitzada per telèfons mòbils i ordinadors de butxaca.
- IrDA - Connexió per infrarojos molt utilitzada per comandaments a distància i ordinadors de butxaca.
- DECT - Connexió ideada per a telèfons sense fils.
- WIMAX - Xarxa ideada per a superar les limitacions de distància de les xarxes Wi-Fi.
- Witricity - Nova tecnologia per a poder transmetre electricitat de manera eficient sense fils.
- ZigBee - Xarxa personal de curta distància per la interconnexió de dispositius de la internet de les coses.
- Thread - Xarxa personal de curta distància per la interconnexió de dispositius de la internet de les coses.
- Z-wave - Xarxa personal de curta distància per la interconnexió de dispositius de la internet de les coses.
- Li-Fi - xarxa de comunicació mitjançant llum visible que utilitza llum LED per a transferir dades a alta velocitat.